# Quái vật hồ Trout
Quái vật hồ Trout là một loài động vật được cho là sống ở hồ Big Trout phía bắc Ontario. Năm 2010, những bức ảnh về một cái xác không xác định được danh tính đã khiến cư dân mạng Internet đồn đoán về một "sinh vật bí ẩn" và kể lại những truyền thuyết địa phương của Các Dân tộc Bản địa Đầu tiên về một loài động vật có khả năng báo trước tin xấu. Theo giáo sư Đại học Toronto, xác động vật này có thể chỉ là một con chồn nâu bình thường đang trong tình trạng phân hủy. 

## Lịch sử
Sau khi những bức ảnh về xác một loài động vật không xác định được hai người đi bộ đường dài phát hiện gần một hồ nước trong khu bảo tồn Kitchenuhmaykoosib Inninuwug vào tháng 5 năm 2010, chúng đã "lan truyền trên khắp Internet, làm dấy lên những suy đoán dữ dội về nguồn gốc của sinh vật này, từ những gì có thể tưởng tượng được đến những gì xa vời".
Các bức ảnh dường như cho thấy một con vật được  mô tả là "dài hơn 20 cm, với khuôn mặt trần trụi giống đầu thú và thân hình đầy lông". Theo truyền thống của Kitchenuhmaykoosib, đây là một oomajinakoos ("con xấu xí") ăn hải ly, sống ở những vùng lạch đầm lầy và là điềm xấu. Nhà động vật học Mark Engstrom của Đại học Toronto xem xét các bức ảnh và cho rằng xác chết này chỉ là một loài động vật có vú thuộc Họ Chồn, bao gồm rái cá, chồn nâu và chồn: “Điều đã xảy ra là một số sợi lông rụng xuống nước...Thật là ngớ ngẩn. Đây là một cái xác chết đã rơi xuống nước”.